# Conseil supérieur du sport en Afrique
Le Conseil supérieur du sport en Afrique (acronyme: CSSA) est une organisation sportive en Afrique, qui régit le sport africain au XXe siècle et au début du XXIe siècle. 

## Histoire
Le Comité permanent du sport africain est créé en juillet 1965 à Brazzaville, à l'occasion des premiers Jeux africains.
Le CPSA devient le Conseil supérieur du sport en Afrique (CSSA) le 14 décembre 1966 à Bamako, et établit son siège à Yaoundé. Le Conseil est vu comme un outil de coordination du mouvement sportif africain et un moyen de lutte contre l'apartheid et le colonialisme par le sport. Elle est aussi de par sa nature un instrument politique de l'Organisation de l'unité africaine, dont il devient une entité le 3 juillet 1977.
Le CSSA organise les Jeux africains. Elle est incorporée à l'Union africaine après la dissolution de l'OUA en 2002.
Le CSSA devient critiqué de par son immobilisme, son manque de leadership et son mode de fonctionnement dépassé, dans un continent où colonialisme et apartheid n'existent plus, et qui se focalise moins sur le sport que sur la politique et les souscriptions financières des nations. Sa nature même d'agence gouvernementale pose question.
Sa dissolution est discutée depuis la fin des années 2000 et une assemblée extraordinaire est programmée en janvier 2012 pour acter la décision. Après de multiples tervigersations, une réunion des ministres des sports en novembre 2012 renvoie à nouveau la décision à une assemblée générale extraordinaire  en mars 2013 à Brazzaville ; deux camps s'opposent alors, entre les partisans de la dissolution (Afrique du Sud, Botswana, Côte d'Ivoire) et les partisans d'une réforme (Algérie, Kenya, Nigeria).
Finalement, la Conférence des ministres des Sports en Afrique de juillet 2013 à Abidjan acte la dissolution du Conseil supérieur du sport en Afrique. L'organisation des Jeux africains est alors transférée à l'Association des comités nationaux olympiques d'Afrique (ACNOA) et l'Union des confédérations africaines des sports (UCAS).

## Organisation
Le CSSA possède un secrétariat permanent basé à Yaoundé, au Cameroun. Le président du CSSA est l'un des ministres des Sports des pays membres de l'Organisation de l'unité africaine ; ces ministres se réunissent lors de sessions annuelles.

## Dirigeants
- Le Nigérian  Abraham Ordia est élu président du CSSA en 1971. Il est réélu en 1975 et en 1979[10].
- L'Algérien Mouldi Aïssaoui  est président du CSSA en 1997[11].
- L'Algérien Mohamed Aziz Derouaz  est président du CSSA de 1997 à 1998.

- Le Congolais  Léon-Alfred Opimbat (en) préside l'instance en 2012[6].

### Secrétaires généraux
Le 17 décembre 1979, le Sénégalais  Amadou Lamine Ba (en) est élu secrétaire général du CSSA en remplacement de Jean-Claude Ganga , secrétaire général depuis sa création.